# Aspblomfluga
Aspblomfluga (Hammerschmidtia ferruginea) är en tvåvingeart som först beskrevs av Carl Fredrik Fallén 1817.  Aspblomfluga ingår i släktet barkblomflugor, och familjen blomflugor. Arten är reproducerande i Sverige.